# Gran Armorial Ecuestre del Toisón de Oro
El Gran Armorial Ecuestre del Toisón de Oro es un manuscrito ilustrado con un armorial donde se representan a los miembros de la Orden del Toisón de Oro entre 1429 y 1461. Es uno de los armoriales medievales más conocidos y actualmente se conserva en la Biblioteca del Arsenal con la signatura Ms. 4790 (BNF Arsenal 4790).

## Historia
Parece que el manuscrito fue encargado por un heraldo de una provincia dependiente del ducado de Borgoña, quizás un pariente de Jean Le Fèvre de Saint-Rémy, primer heraldo de la orden de caballería. Fue actualizado regularmente desde la fecha de fundación por Felipe III de Borgoña de la orden, en 1430, hasta 1461. Durante el XVI se añadieron algunos escudos y figuras. El manuscrito sufrió una mutilación durante el siglo XVII. En el siglo XVIII, el manuscrito pertenecía a Antoine-René de Voyer, marqués de Paulmy de Argenson, en cuya biblioteca se forma el origen de las colecciones actualmente en la biblioteca del Arsenal.
La primera publicación del armorial en facsímil data de 1890 realizada por el bibliotecario Lorédan Larchey, conservador honorario de la biblioteca del Arsenal. La Biblioteca Nacional de Francia, de la cual es una sección la biblioteca del Arsenal, la digitalizó en 2016 y la puso disponible en Gallica, en su biblioteca digital.

## Descripción
El manuscrito se compone de dos partes:
- una primera parte que contiene el retrato a toda página de 79 cabelleros de la orden, a caballo, con traje heráldico completo y armados para la justa.
- una segunda parte que contiene 942 escudos de toda Europa.

Los escudos y los caballeros se trazan con una pluma y se colorean con gouache sobre papel. Algunas páginas se dejaron sin color, y algunos caballeros se representan varias veces.
Los obispos y arzobispos también se representan ecuestres y  armados, constituyendo un motivo puramente convencional en tanto que los eclesiásticos no justaban en la realidad, por lo general. Otros manuscritos ilustrados de la época hacían lo mismo, pero representaban la mitra sobre el casco, en vez de una cresta, mientras que en este armorial, la mitra está sujeta detrás del obispo por querubines.

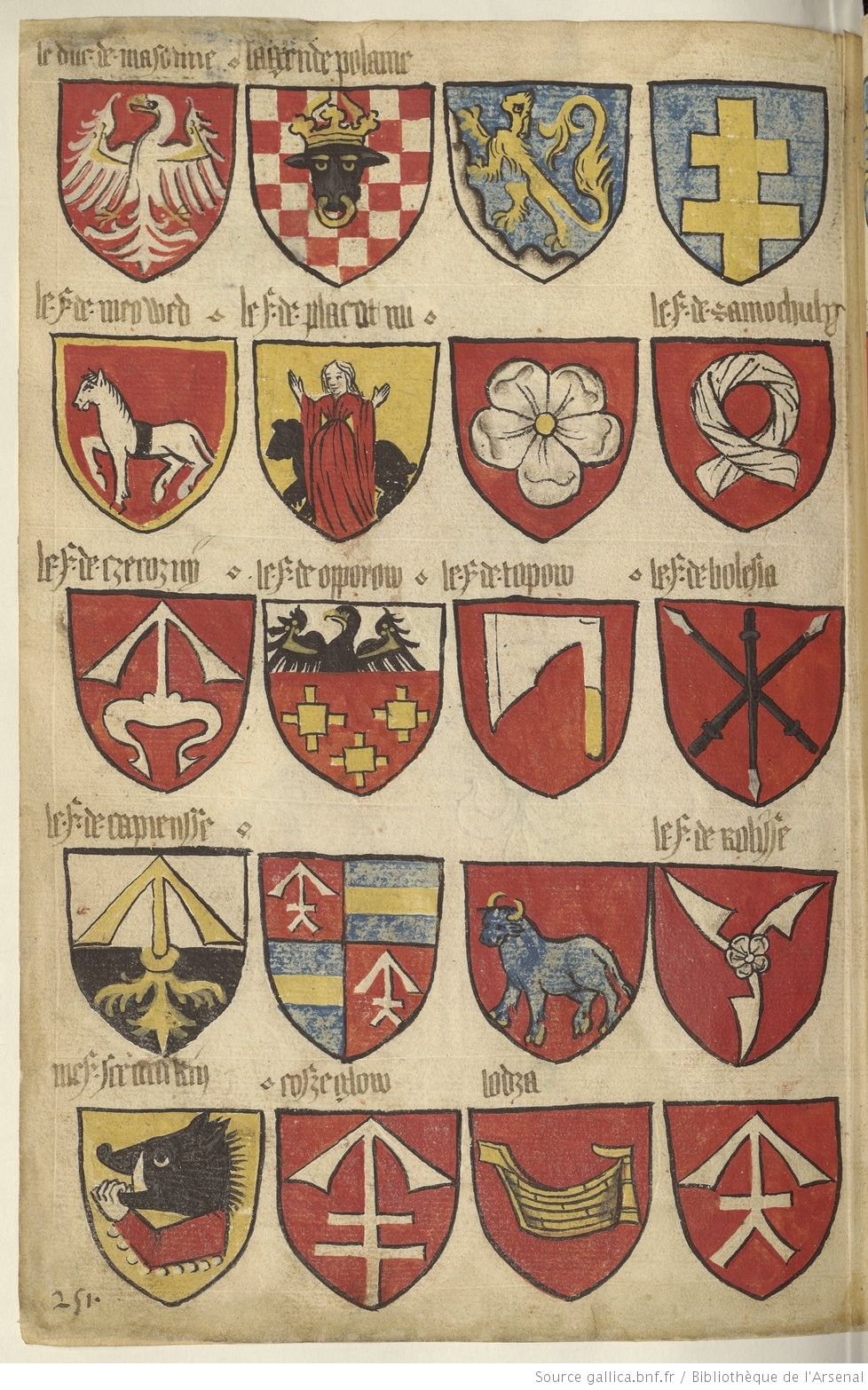
Ejemplo de página con escudos (f.149v).
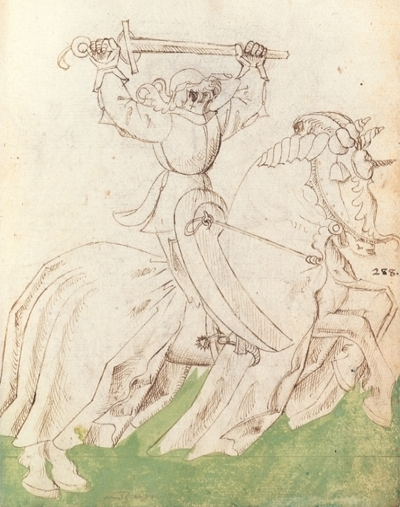
Ejemplo del retrato inacabado de un caballero (sin color y sin número) (f.138r).
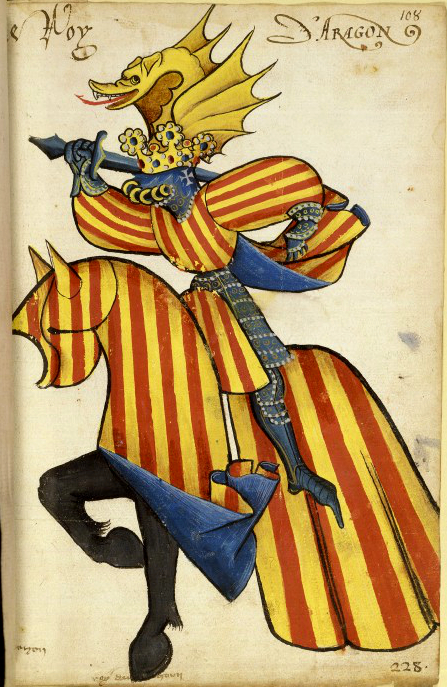
El rey de Aragón
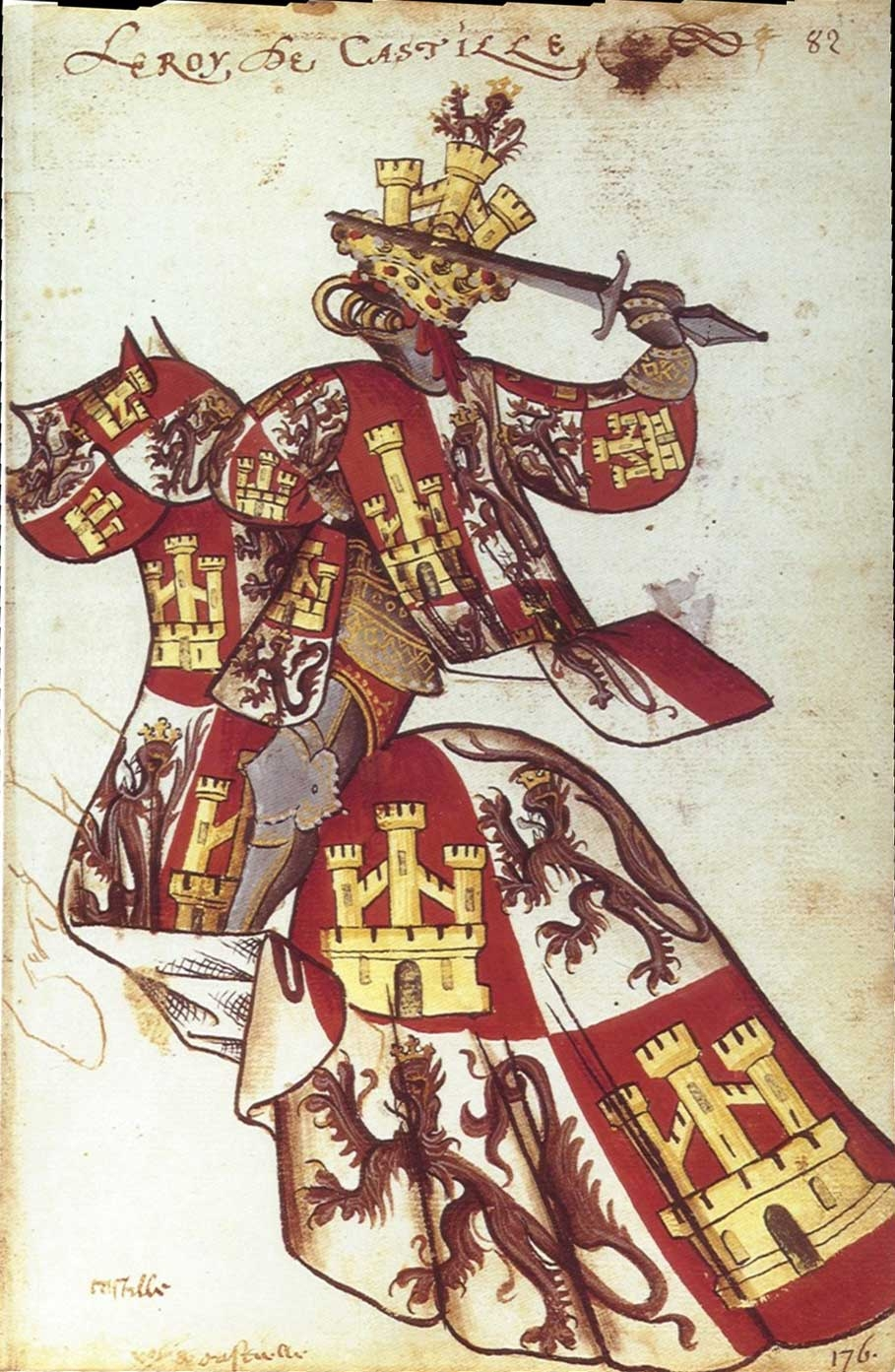
El rey de Castilla
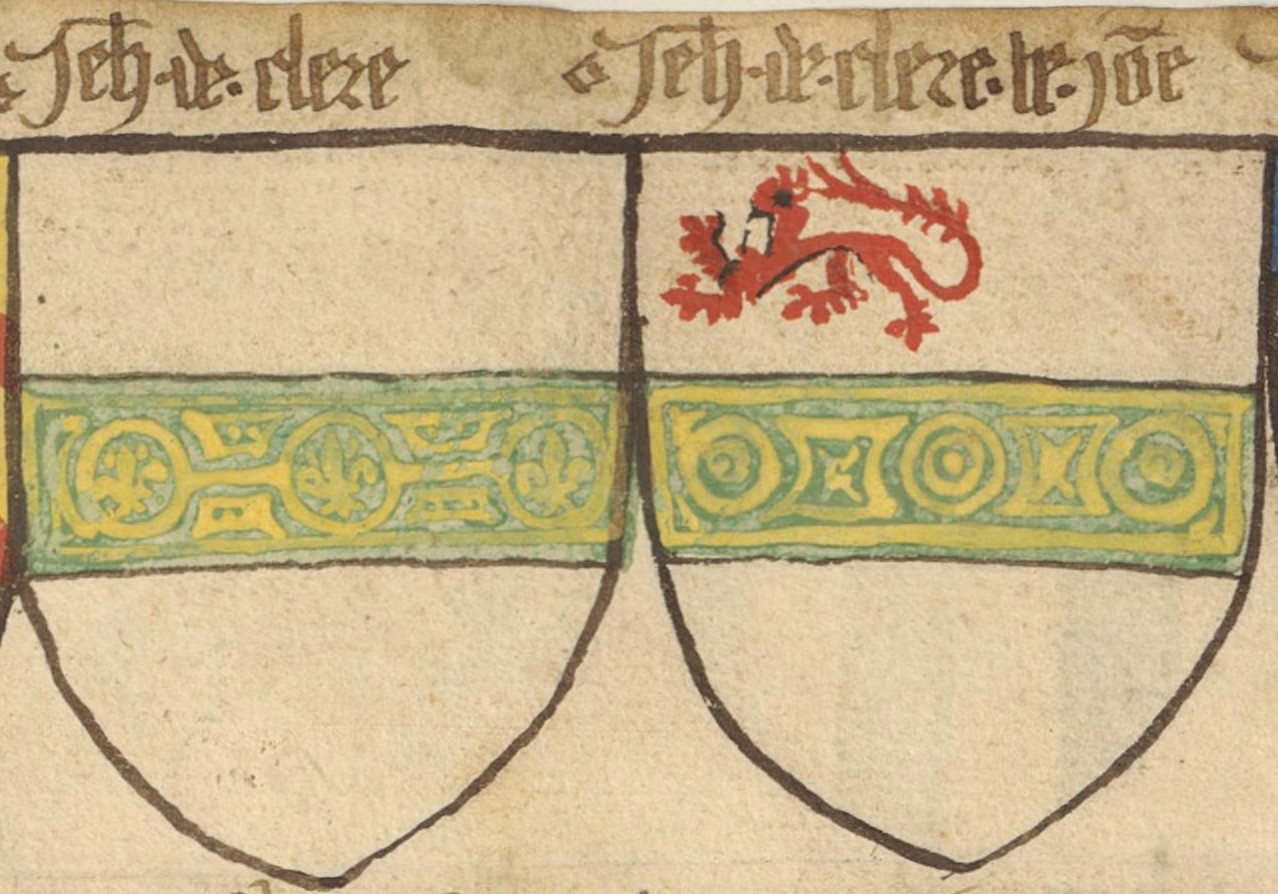
Detalle de escudo de armas (f. 65v)

### Monografías y facsímiles
- Larchey, Lorédan (1890). Ancien armorial équestre de la Toison d'or et de l'Europe au XVe siècle (en francés) (Berger-Levrault edición). París. p. 26-292-106 de planches.
- — (1899). Costumes vrais. Monde féodal (en francés) (E. Plon, Nourrit et Cie edición). París. p. XII-102.
- Dubois, Jacques (1974). Armorial de la Toison d'or (en francés) (Le Cimier edición). Bruxelles.
- Pastoureau, Michel (1999).  Le Léopard d'or, ed. Chevaliers de la Toison d'or (en francés) (2 edición). París. p. 154. ISBN 2-86377-007-1.
- — (2001). Le Grand Armorial équestre de la Toison d'Or (en francés) (éditions du Gui edición). Saint-Jorioz. pp. 340-. ISBN 2-9517417-0-7.
- — (2003). L'Univers du blason (CD-ROM). L'œil de l'historien (en francés) (BNF, Hexagramm et SDI edición). París. ISBN 2-7177-2253-X.
- — (2017). Le Grand Armorial équestre de la Toison d'Or (en francés) (Éditions du Seuil|Seuil et Bibliothèque nationale de France edición). París. p. 256. ISBN 978-2-02-137325-7.

### Artículos
- Jean-Claude Garreta (décembre 1997-janvier 1998). «L'Armorial de la Toison d'or». Dossier de l'art (44): 80–89..
- Christian de Mérindol (1986). «Observations sur trois armoriaux de l'ordre de la Toison d'Or». Bulletin de la Société nationale des antiquaires de France (SNAF): 112–130 et VI–VII. doi:10.3406/bsnaf.1986.9071..
- Christian de Mérindol, « Le Grand Armorial équestre de la Toison d'or, le Petit Armorial équestre, l'armorial Gaignières », dans Pierre Cockshaw (dir.) et Christiane Van den Bergen-Pantens (dir.), L'ordre de la Toison d'or de Philippe le Bon à Philippe le Beau (1430-1505) : Idéal ou reflet d'une société ? (catalogue de l'exposition à la Bibliothèque royale de Belgique, Bruxelles, 1996), Bruxelles, Brepols  et Bibliothèque royale de Belgique, 1996, 255 p. (ISBN 2-503-50535-X, HAL hal-03303789), p. 56–61.
- Michel Pastoureau (juin 1983). «Le Grand Armorial équestre de la Toison d'or». Revue de la Bibliothèque nationale (BNF) (8): 34–38..